# Antun Kanižlić
Antun Kanižlić (Požega, 20. studenog 1699. – Požega, 24. kolovoza 1777.), hrvatski katolički svećenik, isusovac, duhovni pisac i pjesnik.
Nižu gimnaziju završio je u Požegi, a učenje nastavio u Zagrebu, Beču i Leobenu. Odslušao je tri godine filozofije u Grazu a teologiju je završio u Grazu i u Slovačkoj Trnavi.
Pisao je pobožne knjige, molitvenike te prevodio s njemačkog jezika. Njegova djela imaju karakteristike rokokoa, kićena su.

## Djela
- Sveta Rožalija, punog naziva Sveta Rožalija Panormitanska divica nakićena i ispivana po Antunu Kanižliću Požežaninu,
- Kamen pravi, smutnje velike